# Spariolenus badakhshanicus
Espèce
Spariolenus badakhshanicus est une espèce d'araignées aranéomorphes de la famille des Sparassidae.

## Distribution
Cette espèce est endémique du Haut-Badakhchan au Tadjikistan,. Elle se rencontre dans les monts Rushan vers Rushon.

## Description
Le mâle holotype mesure 13,6 mm et la femelle paratype 16,7 mm.

## Systématique et taxinomie
Cette espèce a été décrite par Fomichev en 2024.

## Étymologie
Son nom d'espèce lui a été donné en référence au lieu de sa découverte, le Badakhshan.

## Publication originale
(juin 2024).
- Fomichev, 2024 : « Two new Spariolenus Simon, 1880 species from Pamir Mountains in Tajikistan – the first representatives of Heteropodinae in Central Asia. » Acta Biologica Sibirica, vol. 10, p. 547-560.